# Vägens hjältar

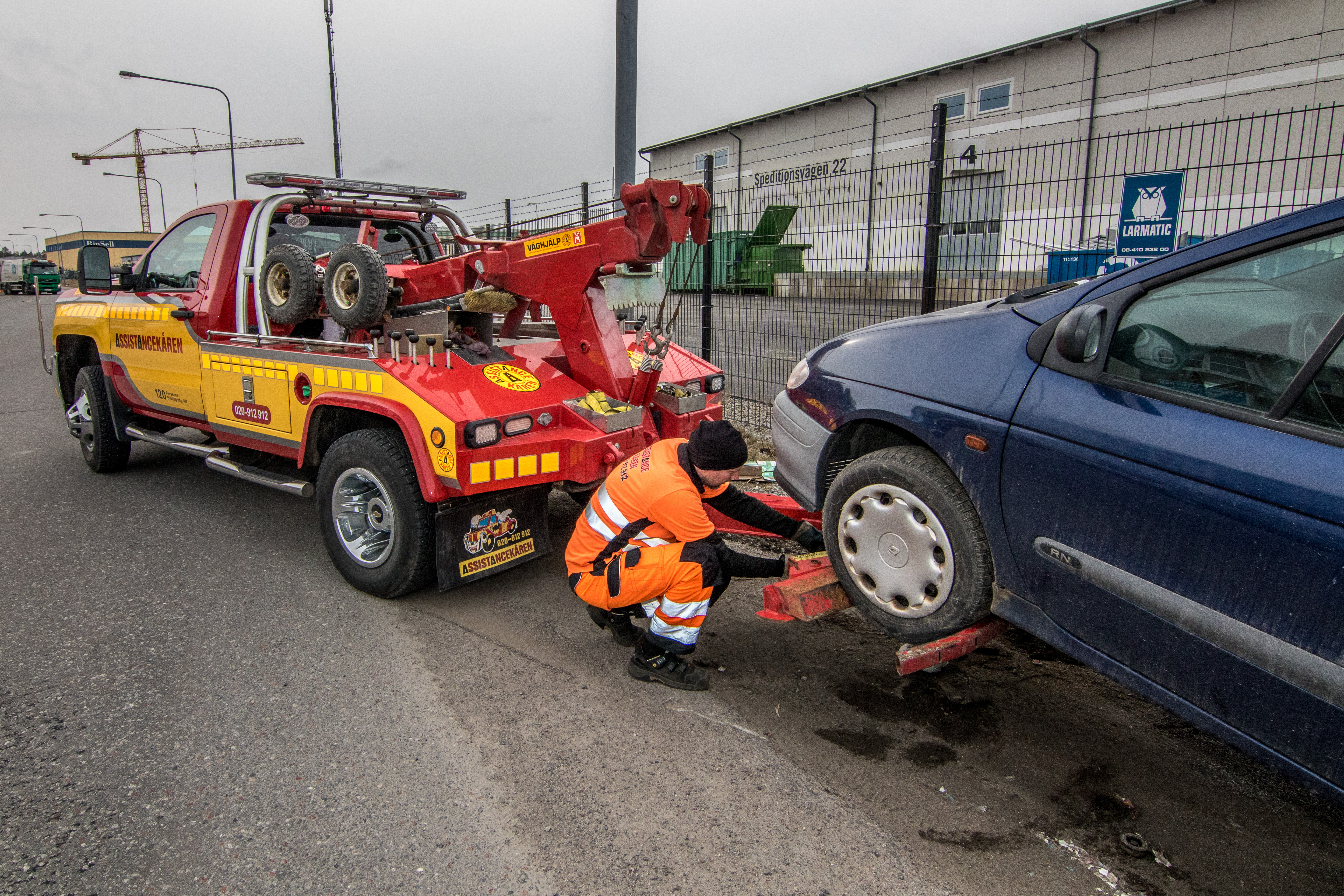
City/ garagebärgare för trånga utrymmen används ibland i serien

Vägens hjältar är en realityserie som sänds i Kanal 5 i Sverige. Första säsongen hade premiär den 26 november 2015. Den fjortonde säsongen hade premiär på samma kanal den 6 september 2023.

## Handling
I serien följs såväl bilbärgare som vägassistans när de rycker ut hjälper personer som kört i diket, krockat eller på andra sätt råkat ut för problem i trafiken.

## Medverkande
Under de år som serien gått har både nya personer tillkommit medan andra lämnat serien. Bland de som deltagit under flest avsnitt till och med säsong 13 kan Bertil "Bärgar-Berra" Silwing, Roiene Ulfves, Per "Pelle" Tumlare, Benny Ljung, Lutten Hyttfors, Mikael "Micke" Hollström och Sophie "Soffan" Leben nämnas. Endast Tumlare och Silwing har medverkat från första säsongen.